# Хектор-Вудс, Кейт
Кейт Хектор-Вудс (англ. Kate Hector-Woods, 11 октября 1981, Йоханнесбург, ЮАР) — южноафриканская хоккеистка (хоккей на траве), полузащитник.

## Биография
Кейт Хектор родилась 11 октября 1981 года в южноафриканском городе Йоханнесбург.
Играла в хоккей на траве за Стелленбосский университет.
В 2003 году в составе сборной ЮАР завоевала золотую медаль хоккейного турнира Всеафриканских игр в Абудже.
В 2004 году вошла в состав сборной ЮАР по хоккею на траве на летних Олимпийских играх в Сиднее, занявшей 9-е место. Играла на позиции полузащитника, провела 5 матчей, мячей не забивала.
В 2005 году стала серебряным призёром Вызова чемпионов, проходившего в Верджиния-Бич.
В 2006 году участвовала в чемпионате мира в Мадриде и хоккейном турнире Игр Содружества.
В 2008 году вошла в состав сборной ЮАР по хоккею на траве на летних Олимпийских играх в Пекине, занявшей 11-е место. Играла на позиции полузащитника, провела 6 матчей, забила 1 мяч в ворота сборной Южной Кореи.
В 2012 году вошла в состав сборной ЮАР по хоккею на траве на летних Олимпийских играх в Лондоне, занявшей 10-е место. Играла на позиции полузащитника, провела 6 матчей, мячей не забивала.